# Debbie Graham
Debbie Graham (Walnut Creek, 25 agosto 1970) è un'ex tennista statunitense.

## Carriera
In carriera ha vinto 5 titoli di doppio. Nei tornei del Grande Slam ha ottenuto il suo miglior risultato raggiungendo le semifinali di doppio a Wimbledon nel 1998 e di doppio misto agli US Open nel 1998 e agli Australian Open nel 1999.
In Fed Cup ha disputato un totale di 5 partite, ottenendo 5 vittorie.

## Statistiche

### Singolare

#### Finali perse (1)
| Numero | Anno          | Torneo                | Superficie  | Avversaria in finale | Punteggio |
| 1.     | 2 maggio 1993 | Taranto Open, Taranto | Terra rossa | Brenda Schultz       | 6-7, 2-6  |

### Doppio

#### Vittorie (5)
| Numero | Anno            | Torneo                            | Superficie  | Compagna        | Avversarie in finale          | Punteggio     |
| 1.     | 2 maggio 1993   | Taranto Open, Taranto             | Terra rossa | Brenda Schultz  | Petra Langrová Mercedes Paz   | 6-0, 6-4      |
| 2.     | 1º agosto 1993  | Puerto Rico Open, San Juan        | Cemento     | Ann Grossman    | Gigi Fernández Rennae Stubbs  | 5-7, 7-5, 7-5 |
| 3.     | 12 maggio 1996  | Hungarian Grand Prix, Budapest    | Terra rossa | Katrina Adams   | Radka Bobková Eva Melicharová | 6-3, 7-6      |
| 4.     | 27 ottobre 1996 | Bell Challenge, Québec            | Sintetico   | Brenda Schultz  | Amy Frazier Kimberly Po       | 6-1, 6-4      |
| 5.     | 18 maggio 1997  | Welsh International Open, Cardiff | Terra rossa | Kerry-Anne Guse | Julie Pullin Lorna Woodroffe  | 6–3, 6-4      |

### Doppio

#### Finali perse (5)
| Numero | Anno              | Torneo                                       | Superficie  | Compagna        | Avversarie in finale             | Punteggio     |
| 1.     | 30 luglio 1989    | Schenectady Open, Schenectady                | Cemento     | Sandra Birch    | Michelle Jaggard Hu Na           | 3-6, 2-6      |
| 2.     | 16 maggio 1993    | WTA German Open, Berlino                     | Terra rossa | Brenda Schultz  | Gigi Fernández Nataša Zvereva    | 1-6, 3-6      |
| 3.     | 19 settembre 1993 | Hong Kong Open, Hong Kong                    | Cemento     | Marianne Werdel | Karin Kschwendt Rachel McQuillan | 6-1, 6-7, 2-6 |
| 4.     | 25 febbraio 1996  | IGA U.S. Indoor Championships, Oklahoma City | Cemento     | Katrina Adams   | Brenda Schultz Chanda Rubin      | 4-6, 3-6      |
| 5.     | 5 novembre 1999   | Bell Challenge, Québec                       | Cemento     | Cara Black      | Amy Frazier Katie Schlukebir     | 2–6, 3–6      |